# Джакомо Андреа да Феррара
Якомо Андреа, также известный как Джакомо Андреа да Феррара (итал. Iacomo Andrea; XV век — 1500, Милан) —  архитектор из Феррары и автор комментария к Витрувию. Об Андреа известно очень мало; его имя не фигурировало ни на одном здании в Милане.
Лука Пачоли писал, что Андреа был почти как брат Леонардо да Винчи. Андреа создал свой рисунок Витрувианского человека, который, возможно, послужил основой для рисунка да Винчи или просто «родился» в результате совместной работы .
Андреа был очень предан семье Сфорца. После оккупации Милана французами Андреа организовал заговор против них. Его отдали под суд и приговорили к смерти. Архиепископ Паллавичини попытался выступить за его невиновность. Джакомо Андреа да Феррара был публично обезглавлен 12 мая 1500 года. Его тело было четвертовано и помещено на четырёх разных воротах города.